# Gljufurleitarfoss
Gljufurleitarfoss è una cascata situata nella regione del Suðurland, nella parte meridionale dell'Islanda.

## Descrizione
La cascata è situata negli altopiani a nord del lago Sultartangalón, nella valle Þjórsárdalur, lungo il corso del fiume Þjórsá che qui compie un salto di circa 10 metri. Il fiume forma il confine tra i comuni Skeiða- og Gnúpverjahreppur a ovest e Ásahreppur a est. Nel periodo estivo, con la fusione della neve delle vicine montagne, la portata del fiume può raggiungere anche 180 m3/sec nella zona della cascata.

## Accesso
La cascata è situata circa 11 km a ovest della strada S26 Sprengisandsleið, all'altezza del lago Þórisvatn. All'incrocio con la strada S32, si svolta a sinistra in direzione della valle Þjórsárdalsvegur che si risale seguendo il corso del Þjórsá fino ad arrivare a una stradina di sabbia nera che può essere percorsa solo con un mezzo fuoristrada a 4 ruote motrici e che richiede comunque una discreta abilità di guida in fuoristrada per avvicinarsi alla cascata.
Se si risale il corso del fiume pe altri 5 km si arriva alla cascata Dynkur. Nei dintorni ci sono le cascate Háifoss (122 m), una delle più alte dell'Islanda, Gjáin e Hjálparfoss.